# Valle Cannobina
Valle Cannobina es una comuna italiana perteneciente a la provincia de Verbano-Cusio-Ossola de la región de Piamonte.
El actual municipio fue fundado el 1 de enero de 2019 mediante la fusión de las hasta entonces comunas separadas de Cavaglio-Spoccia, Cursolo-Orasso y Falmenta. Su capital es Lunecco.
En 2022, el municipio tenía una población de 470 habitantes.
Comprende un conjunto de pequeñas localidades rurales ubicadas en el entorno nororiental del parque nacional del Val Grande. El término municipal es fronterizo al noreste con Suiza y en su centro rodea casi completamente al municipio de Gurro.